# Кубок вызова ЕКВ среди женщин 2008/2009
2-й розыгрыш Кубка вызова ЕКВ среди женщин (37-й с учётом Кубка обладателей кубков и Кубка топ-команд) проходил с 11 октября 2008 по 15 марта 2009 года. Со старта турнира в нём принимали участие 37 клубных команд из 25 стран-членов Европейской конфедерации волейбола. С 3-го круга к соревнованиям подключились ещё 13 команд, выбывших из 1/16 финала розыгрыша Кубка ЕКВ. Победителем стала итальянская команда «Монте Скьяво» (Ези).

## Команды-участницы (с 1-го и 2-го раундов)
| Страна               | Команда                                   |
| -------------------- | ----------------------------------------- |
| Австрия              | «Фабасофт» (Линц)                         |
| Азербайджан          | «Игтисадчи» (Баку)                        |
| Азербайджан          | «Рабита» (Баку)                           |
| Албания              | «Тирана» (Тирана)                         |
| Беларусь             | «Коммунальник» (Могилёв)                  |
| Беларусь             | «Минчанка» (Минск)                        |
| Болгария             | ЦСКА (София)                              |
| Босния и Герцеговина | «Единство» (Брчко)                        |
| Босния и Герцеговина | «Имзит-Добриня» (Сараево)                 |
| Венгрия              | «Бетонут-НРК» (Ньиредьхаза)               |
| Венгрия              | «Вашаш-Обуда» (Будапешт)                  |
| Германия             | «Дрезднер» (Дрезден)                      |
| Греция               | «Маркопуло» (Маркопулон)                  |
| Греция               | «Олимпиакос» (Пирей)                      |
| Испания              | «Универсидад де Бургос» (Бургос)          |
| Италия               | «Монте Скьяво» (Ези)                      |
| Кипр                 | «Анортосис» (Фамагуста)                   |
| Кипр                 | АЭК (Ларнака)                             |
| Кипр                 | АЭЛ (Лимасол)                             |
| Македония            | «Форца Волей» (Скопье)                    |
| Нидерланды           | «Хётинк-Поллукс» (Олдензал)               |
| Россия               | «Ленинградка» (Санкт-Петербург)           |
| Румыния              | «Тыргу-Муреш» (Тыргу-Муреш)               |
| Румыния              | «Уник» (Пьятра-Нямц)                      |
| Сербия               | «Раднички» (Белград)                      |
| Словения             | «Нова-КБМ-Браник» (Марибор)               |
| Словения             | ТПВ (Ново-Место)                          |
| Словения             | «Хит Нова-Горица» (Нова-Горица)           |
| Украина              | «Златогор» (Золотоноша)                   |
| Украина              | «Северодончанка» (Северодонецк)           |
| Финляндия            | «Ванайян РК» (Хямеэнлинна)                |
| Финляндия            | «Виести» (Сало)                           |
| Франция              | «Истр Уэс Прованс» (Истр)                 |
| Хорватия             | «Вуковар» (Вуковар)                       |
| Черногория           | «Лука Бар» (Бар)                          |
| Чехия                | «Кралово Поле» (Брно)                     |
| Чехия                | «Оломоуц» (Оломоуц)                       |
| Шотландия            | «Трун Престуик энд Эр» (Трун/Престуик/Эр) |

## Система проведения розыгрыша
С первых двух раундов в розыгрыше участвуют 37 команд. Во всех стадиях турнира применяется система плей-офф, то есть команды делятся на пары и проводят между собой по два матча с разъездами. Победителем пары выходит команда, одержавшая две победы. В случае равенства побед победителем пары становится команда, имеющая лучшее соотношение партий по итогам двух встреч. Если и соотношение партий равно, то назначается «золотой» сет (до 15 очков), победивший в которой выходит в следующую стадию турнира.
Победители четвертьфинальных серий выходят в финальный этап, который проводится в формате «финала четырёх» (два полуфинала и два финала — за 3-е и 1-е места).
После 2-го раунда со стадии 1/16 финала к 16 оставшимся клубам присоединились 13 команд, выбывших из 1/16 финала Кубка ЕКВ.

## 1-й раунд
октябрь 2008
 «Лука Бар» (Бар) —  «Единство» (Брчко)
11 октября. 0:3 (16:25, 9:25, 19:25).
19 октября. 0:3 (11:25, 13:25, 10:25).
 «Ванайян РК» (Хямеэнлинна) —  ЦСКА (София)
11 октября. 1:3 (23:25, 25:21, 20:25, 18:25).
18 октября. 1:3 (25:23, 18:25, 15:25, 22:25).
 «Маркопуло» (Маркопулон) —  «Анортосис» (Фамагуста)
12 октября. 3:0 (26:24, 25:23, 25:8).
19 октября. 3:2 (25:18, 25:22, 22:25, 21:25, 15:11).
 «Тыргу-Муреш» —  «Минчанка» (Минск)
11 октября. 3:2 (15:25, 25:23, 23:25, 25:22, 15:10).
18 октября. 3:0 (25:23, 25:22, 25:20).
 «Кралово Поле» (Брно) —  «Оломоуц»
11 октября. 3:1 (29:27, 20:25, 25:18, 25:20).
17 октября. 3:0 (25:23, 25:20, 25:17).
 «Нова-КБМ-Браник» (Марибор) —  «Дрезднер» (Дрезден)
12 октября. 0:3 (21:25, 26:28, 15:25).
18 октября. 0:3 (20:25, 14:25, 22:25).

## 2-й раунд
ноябрь 2008
 «Монте Скьяво» (Ези) —  «Единство» (Брчко)
5 ноября. 3:0 (25:13, 25:16, 25:16).
12 ноября. 3:0 (25:13, 25:14, 25:8).
 ЦСКА (София) —  «Коммунальник» (Могилёв)
6 ноября. 2:3 (17:25, 25:18, 25:19, 20:25, 10:15).
12 ноября. 1:3 (17:25, 9:25, 25:21, 25:27).
 АЭК (Ларнака) —  «Уник» (Пьятра-Нямц)
4 ноября. 0:3 (21:25, 13:25, 23:25).
11 ноября. 0:3 (18:25, 24:26, 14:25).
 «Северодончанка» (Северодонецк) —  «Олимпиакос» (Пирей)
6 ноября. 3:0 (26:24, 25:19, 25:15).
13 ноября. 2:3 (21:25, 19:25, 25:15, 26:24, 13:15).
 «Вуковар» —  «Имзит-Добриня» (Сараево)
5 ноября. 3:1 (25:14, 25:15, 19:25, 25:21).
13 ноября. 3:1 (25:22, 25:19, 22:25, 25:11).
 «Фабасофт» (Линц) —  ТПВ (Ново-Место)
5 ноября. 3:1 (23:25, 25:22, 25:15, 25:8).
12 ноября. 3:0 (25:15, 25:14, 26:24).
 «Маркопуло» (Маркопулон) —  «Раднички» (Белград)
5 ноября. 3:0 (25:16, 25:20, 25:23).
12 ноября. 3:0 (25:15, 25:23, 25:15).
 «Универсидад де Бургос» (Бургос) —  «Трун Престуик энд Эр» (Трун/Престуик/Эр)
4 ноября. 3:0 (25:8, 25:10, 25:9).
12 ноября. 3:0 (25:9, 25:7, 25:6).
 «Форца Волей» (Скопье) —  «Ленинградка» (Санкт-Петербург)
4 ноября. 1:3 (16:25, 26:24, 14:25, 13:25).
12 ноября. 0:3 (14:25, 14:25, 18:25).
 «Игтисадчи» (Баку) —  АЭЛ (Лимасол)
Отказ «Игтисадчи».
 «Тыргу-Муреш» —  «Златогор» (Золотоноша)
6 ноября. 3:0 (25:12, 25:15, 25:21).
11 ноября. 1:3 (25:21, 22:25, 25:27, 22:25).
 «Истр Уэс Прованс» (Истр) —  «Кралово Поле» (Брно)
5 ноября. 3:1 (25:18, 30:28, 24:26, 28:26).
13 ноября. 2:3 (25:20, 19:25, 27:25, 23:25, 15:17).
 «Хит Нова-Горица» (Нова-Горица) —  «Тирана»
5 ноября. 3:0 (25:20, 25:11, 25:15).
12 ноября. 3:0 (25:19, 25:22, 25:18).
 «Вашаш-Обуда» (Будапешт) —  «Бетонут-НРК» (Ньиредьхаза)
5 ноября. 1:3 (24:26, 25:20, 21:25, 18:25).
12 ноября. 3:2 (25:17, 20:25, 18:25, 25:20, 15:10).
 «Виести» (Сало) —  «Рабита» (Баку)
5 ноября. 3:2 (22:25, 24:26, 26:24, 25:18, 15:11).
13 ноября. 0:3 (21:25, 19:25, 20:25).
 «Хётинк-Поллукс» (Олдензал) —  «Дрезднер» (Дрезден)
5 ноября. 3:2 (22:25, 30:28, 20:25, 25:19, 18:16).
12 ноября. 0:3 (15:25, 17:25, 21:25).
К вышедшим по итогам 2-го раунда в 1/16 финала присоединились команды, выбывшие на стадии 1/16 из розыгрыша Кубка ЕКВ 2008/09:
| «Шпаркассе-Вилдкатс» (Клагенфурт) «Азеррейл» (Баку) «Астерикс» (Килдрехт) «Датовок» (Тонгерен) «Панатинаикос» (Афины) «Альбасете» «Мадейра» (Фуншал) «Динамо» (Бухарест) | «Допрастав» (Братислава) «Славия» (Братислава) «ДИО Каршияка» (Измир) «Круг» (Черкассы) «Альби» «Канне-Рошвиль» (Ле-Канне) «Банка-Пула» (Пула) «Пивовара-Осиек» (Осиек) |

## 1/16 финала
декабрь 2008
 «Славия» (Братислава) —  «Монте Скьяво» (Ези)
10 декабря. 0:3 (17:25, 9:25, 17:25).
17 декабря. 0:3 (12:25, 20:25, 14:25).
 «Динамо» (Бухарест) —  «Коммунальник» (Могилёв)
10 декабря. 3:1 (19:25, 25:22, 25:22, 25:22).
17 декабря. 1:3 (23:25, 25:22, 17:25, 18:25). «Золотой» сет — 15:12.
 «Альби» —  «Уник» (Пьятра-Нямц)
10 декабря. 3:0 (25:23, 25:23, 25:17).
17 декабря. 1:3 (23:25, 25:23, 20:25, 21:25).
 «Датовок» (Тонгерен) —  «Северодончанка» (Северодонецк)
Отказ «Датовока».
 «Панатинаикос» (Афины) —  «Вуковар»
10 декабря. 3:0 (25:20, 25:16, 25:19).
17 декабря. 3:0 (25:18, 25:18, 25:19).
 «Пивовара-Осиек» (Осиек) —  «Фабасофт» (Линц)
10 декабря. 1:3 (25:16, 19:25, 24:26, 21:25).
16 декабря. 2:3 (25:23, 25:19, 19:25, 15:25, 3:15).
 «Шпаркассе-Вилдкатс» (Клагенфурт) —  «Маркопуло» (Маркопулон)
11 декабря. 0:3 (13:25, 12:25, 17:25).
17 декабря. 1:3 (23:25, 25:20 13:25, 19:25).
 «Мадейра» (Фуншал) —  «Универсидад де Бургос» (Бургос)
10 декабря. 2:3 (25:19, 24:26, 25:19, 19:25, 12:15).
16 декабря. 0:3 (17:25, 19:25, 15:25).
 «Астерикс» (Килдрехт) —  «Ленинградка» (Санкт-Петербург)
9 декабря. 0:3 (17:25, 23:25, 19:25).
17 декабря. 1:3 (22:25, 19:25, 27:25, 16:25).
 «Круг» (Черкассы) —  АЭЛ (Лимасол)
Отказ «Круга».
 «Канне-Рошвиль» (Ле-Канне) —  «Тыргу-Муреш»
9 декабря. 3:1 (18:25, 27:25, 25:12, 25:16).
16 декабря. 2:3 (16:25, 25:20, 20:25, 25:20, 12:15).
 «Допрастав» (Братислава) —  «Истр Уэс Прованс» (Истр)
11 декабря. 1:3 (25:18, 26:28, 19:25, 24:26).
17 декабря. 0:3 (22:25, 24:26, 15:25).
 «Альбасете» —  «Хит Нова-Горица» (Нова-Горица)
11 декабря. 3:2 (18:25, 19:25, 25:17, 25:22, 15:10).
17 декабря. 3:2 (25:19, 25:21, 20:25, 22:25, 15:13).
 «Азеррейл» (Баку) —  «Бетонут-НРК» (Ньиредьхаза)
9 декабря. 3:2 (22:25, 25:19, 16:25, 28:26, 15:12).
18 декабря. 1:3 (26:28, 25:23, 22:25, 16:25).
 «ДИО Каршияка» (Измир) —  «Рабита» (Баку)
Отказ «ДИО Каршияки».
 «Банка-Пула» (Пула) —  «Дрезднер» (Дрезден)
10 декабря. 0:3 (12:25, 12:25, 16:25).
17 декабря. 0:3 (11:25, 17:25, 16:25).

## 1/8 финала
январь 2009
 «Динамо» (Бухарест) —  «Монте Скьяво» (Ези)
14 января. 0:3 (28:30, 19:25, 21:25).
21 января. 0:3 (21:25, 12:25, 19:25).
 «Альби» —  «Северодончанка» (Северодонецк)
Отказ «Северодончанки».
 «Фабасофт» (Линц) —  «Панатинаикос» (Афины)
14 января. 0:3 (19:25, 19:25, 16:25).
21 января. 0:3 (13:25, 17:25, 17:25).
 «Маркопуло» (Маркопулон) —  «Универсидад де Бургос» (Бургос)
14 января. 3:0 (27:25, 28:26, 25:21).
21 января. 1:3 (15:25, 25:15, 15:25, 23:25).
 «Ленинградка» (Санкт-Петербург) —  АЭЛ (Лимасол)
13 января. 3:0 (25:11, 25:19, 25:16).
21 января. 3:0 (25:20, 25:20, 25:15).
 «Истр Уэс Прованс» (Истр) —  «Канне-Рошвиль» (Ле-Канне)
14 января. 3:2 (25:20, 25:21, 20:25, 9:25, 15:13).
21 января. 0:3 (22:25, 23:25, 18:25).
 «Бетонут-НРК» (Ньиредьхаза) —  «Альбасете»
15 января. 2:3 (25:19, 24:26, 25:17, 23:25, 13:15).
20 января. 1:3 (28:26, 20:25, 18:25, 18:25).
 «Дрезднер» (Дрезден) —  «Рабита» (Баку)
14 января. 3:1 (25:22, 22:25, 25:22, 25:19).
22 января. 0:3 (21:25, 14:25, 30:32).

## Четвертьфинал
февраль 2009
 «Монте Скьяво» (Ези) —  «Альби»
12 февраля. 3:0 (25:14, 25:20, 25:19).
18 февраля. 3:0 (25:21, 25:19, 25:21).
 «Маркопуло» (Маркопулон) —  «Панатинаикос» (Афины)
11 февраля. 1:3 (25:19, 17:25, 20:25, 20:25).
18 февраля. 0:3 (19:25, 19:25, 21:25).
 «Ленинградка» (Санкт-Петербург) —  «Канне-Рошвиль» (Ле-Канне)
11 февраля. 3:0 (25:11, 25:23, 25:18).
17 февраля. 1:3 (25:17, 22:25, 22:25, 20:25).
 «Рабита» (Баку) —  «Альбасете»
11 февраля. 1:3 (25:14, 23:25, 18:25, 18:25).
18 февраля. 1:3 (23:25, 25:20, 20:25, 16:25).

## Финал четырёх
14—15 марта 2009.  Ези.
Участники:
 «Монте Скьяво» (Ези) 

 «Панатинаикос» (Афины)

 «Альбасете» (Альбасете)

 «Ленинградка» (Санкт-Петербург)

### Полуфинал
14 марта
 «Монте Скьяво» —  «Ленинградка»
3:1 (22:25, 25:22, 25:20, 27:25).
 «Панатинаикос» —  «Альбасете»
3:0 (25:15, 25:21, 25:20).

### Матч за 3-е место
15 марта
 «Ленинградка» —  «Альбасете»
3:2 (25:19, 22:25, 19:25, 25:19, 15:8).

### Финал
15 марта
 «Монте Скьяво» —  «Панатинаикос»
3:0 (25:20, 25:20, 25:13).

### Итоги

#### Положение команд
| «Монте Скьяво» (Ези)            |
| «Панатинаикос» (Афины)          |
| «Ленинградка» (Санкт-Петербург) |
| 4. «Альбасете» (Альбасете)      |

#### Призёры
«Монте Скьяво» (Ези): Майя Огненович, Алессия Травальини, Мартина Маталони, Кьяра Негрини, Симона Риньери, Хизер Боун, Тина Липицер, Манон Флир, Раффаэлла Каллони, Клаудия Ди Марино, Мойра Чериони, Ивана Каменьярин. Главный тренер — Марко Гаспари.
  «Панатинаикос» (Афины): Ольга Точко, Элефтерия Хатцинику, Георгия Дзанакаки, Руксандра Думитреску, Мария-Исабель Фернандес Конде, Николетта Кутуксиду, Ксанти Милона, Фотини Папагеоргиу, Хариклея Саккула, Фиданка Сапарефска, Саня Томашевич, Элени Франгиадаки, . Главный тренер — Димитриос Флорос.
  «Ленинградка» (Санкт-Петербург): Елена Ткачёва, Ингрид Виссер, Людмила Силина, Ана Ибис Фернандес Валье, Юлия Андрушко, Наталья Алимова, Любовь Ягодина, Елена Созина, Мария Купчинская, Екатерина Кабешова, Светлана Акулова, Екатерина Удовиченко. Главный тренер — Александр Кашин.

#### Индивидуальные призы
MVP: Симона Риньери («Монте Скьяво»)
Лучшая нападающая: Мария-Исабель Фернандес («Панатинаикос»)
Лучшая блокирующая: Хизер Боун («Монте Скьяво»)
Лучшая связующая: Майя Огненович («Монте Скьяво»)
Лучшая либеро: Мария Купчинская («Ленинградка»)
Лучшая на подаче: Саня Томашевич («Панатинаикос»)
Лучшая на приёме: Эрика ди Соуза («Альбасете»)
Самая результативная: Ана Ибис Фернандес («Ленинградка»)